# Premio TV - Premio regia televisiva 2015
La cinquantacinquesima edizione del Premio Regia Televisiva, condotta da Fabrizio Frizzi, si svolse al Teatro 5 degli studi televisivi Dear in Roma il 25 maggio 2015 e fu trasmessa in diretta su Rai 1. La serata fu seguita da 4.616.000 telespettatori con uno share del 19,98%.

## Premi
- Festival di Sanremo 2015 (Rai 1) - ritirano il premio Carlo Conti, Emma Marrone, Arisa e Rocío Muñoz Morales
- Amici di Maria De Filippi (Canale 5) - ritirano il premio Maria De Filippi, Elisa, Emma Marrone e Giuliano Peparini
- Le Iene (Italia 1) - ritirano il premio Ilary Blasi e Teo Mammucari
- The Voice of Italy (Rai 2) - ritirano il premio Federico Russo, Valentina Correani, Noemi, Roby e Francesco Facchinetti
- Ballando con le stelle (Rai 1) - ritirano il premio Milly Carlucci, Paolo Belli insieme ad alcuni protagonisti dell'edizione e con tutti i maestri
- Pechino Express (Rai 2) - ritira il premio Costantino Della Gherardesca
- Sogno e son desto  (Rai 1) - ritira il premio Massimo Ranieri
- Striscia la notizia (Canale 5) - ritirano il premio Antonio Ricci, Ficarra e Picone, Ezio Greggio, Enzo Iacchetti, Michelle Hunziker con le veline Ludovica e Irene e con tutti gli inviati del programma
- MasterChef Italia (Sky Uno) - ritirano il premio Joe Bastianich, Bruno Barbieri e Carlo Cracco
- Tale e quale show (Rai 1) - ritirano il premio Carlo Conti, Serena Rossi, Roberta Giarrusso, Valerio Scanu e Alessandro Greco

### Nomination
- Report (Rai 3)
- L'eredità (Rai 1)
- Crozza nel Paese delle Meraviglie (LA7)
- Italia's Got Talent (Sky Uno)
- Chi l'ha visto? (Rai 3)
- Bersaglio mobile (LA7)
- X Factor (Sky Uno)
- L'Arena (Rai 1)
- Quinta colonna (Rete 4)
- Porta a porta (Rai 1)

### Miglior programma in assoluto
- Tale e quale show

### Miglior personaggio femminile
- Maria De Filippi

### Miglior personaggio maschile
- Carlo Conti

### Personaggio rivelazione
- Frank Matano

### Miglior fiction
- Braccialetti rossi (Rai 1) - ritirano il premio Giacomo Campiotti con Carmine Buschini, Brando Pacitto, Aurora Ruffino, Mirko Trovato, Pio Luigi Piscicelli, Lorenzo Guidi, Angela Curri, Cloe Romagnoli, Denise Tantucci e Daniel Alviar Tenorio

### Miglior servizio giornalistico
- TG1 e TV7 per il servizio Il Quinto Stato

### Evento straordinario tv dell'anno
- I dieci comandamenti (Rai 1) - ritira il premio Roberto Benigni